# Gūrehdār
Gūrehdār (persiska: گورِهدار, گوره دار) är en ort i Iran.   Den ligger i provinsen Kurdistan, i den nordvästra delen av landet, 500 km väster om huvudstaden Teheran. Gūrehdār ligger 1 339 meter över havet och antalet invånare är 156.
Terrängen runt Gūrehdār är kuperad åt nordost, men åt sydväst är den bergig. Runt Gūrehdār är det ganska tätbefolkat, med 93 invånare per kvadratkilometer. Närmaste större samhälle är Bāneh, 17,9 km öster om Gūrehdār. Trakten runt Gūrehdār består i huvudsak av gräsmarker.